# XigmaNAS
XigmaNAS — свободная операционная система для сетевого хранилища (англ. Network-Attached Storage). Является прямым продолжением проекта NAS4free. 22 марта 2012 года был выпущен под названием NAS4Free, а  в июле 2018 года был переименован на XigmaNAS и зарегистрирован 11 сентября 2018 года.  XigmaNAS основана на последних версиях операционной системы FreeBSD, первая версия вышла 22 марта 2012 года. Поддерживает обмен между Windows, Apple и UNIX-подобными системами. Она включает в себя ZFS версии v5000, программный RAID (0,1,5), шифрование диска, S.M.A.R.T., сообщения по электронной почте и т. п., также поддерживаются следующие протоколы: CIFS (Samba), FTP, NFS, TFTP, AFP, RSYNC, Unison, ISCSI, UPnP, BitTorrent — все эти протоколы полностью настраиваются через WEB-интерфейс, что не исключает работу с командной строкой через SSH-клиента.
XigmaNAS может быть установлена на Compact Flash / USB / SSD жёсткий диск или загружена с LiveCD.
Все настройки конфигурации NAS сохраняются в одном xml файле. При необходимости восстановить систему просто: устанавливаем XigmaNAS на диск, загружаем файл конфигурации — XigmaNAS снова функционирует.